# Австралийска музика
Австралийската музика е събирателно понятие за музиката, създадена в Австралия, от австралийци, или посветена на тази страна. В него се включва и музиката на коренните и колониалните общества. Коренната музика, масово наричана още аборигенска, принадлежи на исторически традиции, датиращи от преди 40-60 000 години. Една от най-ярките ѝ особености е духовият инструмент диджериду. Съвременното смесване на коренни и модерни стилове е един от приносите на австралийската музика в световната култура. То може да се открие в творбите на „Йоту Инди“, Кристин Ану и Джефри Гурумул Юнупингу. По време на ранната си модерна история, Австралия е комплекс от британски колонии. По тази причина, австралийската фолклорна музика и т.нар. буш балади от типа на Waltzing Matilda ('Матилда играе валц') са силно повлияни от англо-келтските традиции, а класическите форми произхождат от Европа. Съвременната австралийска музика обхваща разнородни стилове, които често съвпадат с тенденциите в САЩ, Великобритания и други близки до тях нации. Приликата е най-съществена при австралийския рок и австралийската кънтри музика. Музикалната картина на Австралия се обогатява допълнително поради имиграцията на разнообразни културни общности в страната след Втората световна война.
Някои от най-значимите представители на австралийската музика са: оперните прими Нели Мелба и Джоан Съдърланд; звездите на кънтри музиката Слим Дъсти и Джон Уилямсън; фолк рокерът Пол Кели; джаз китаристът Томи Емануел; пионерът в рока Джони О'Кийф; рок и поп групите със световна известност „Би Джийс“, „Ей Си/Ди Си“, „Инексес“, „Ник Кейв Енд Дъ Бад Сийдс“, „Миднайт Ойл“, „Ю Ем Ай“ и „Паудърфингър“; „поп-принцесата“ Кайли Миноуг; дръм енд бейс формацията „Пендълъм“ и звездите на алтернативната музика Джон Бътлър Трио и Зейвиър Ръд.

## Коренна музика
Коренната австралийска музика се състои от музиката на аборигените и островитяните от пролива Торес. В продължение на повече от 60 000 години музикалните форми са неделима част от обществените, културните и обредните обичаи при тези народи. Традиционната коренна музика се характеризира главно с диджеридуто, смятано от някои за най-древния музикален инструмент на света. Археологическите изследвания върху скалното изкуство в Северната територия сочат, че народите от региона на Националния парк „Какаду“ са свирели на този инструмент преди 15 000 години.
Съвременната коренна музика е изследвала множество стилове, включително рокендрол, кънтри, хип-хоп и реге. Джими Литъл е считан за първия аборигенски музикант, постигнал широк успех. Това се случва през 1964 година, когато излиза песента му The Royal Telephone ('Кралският телефон'). През 2005 година той получава званието Доктор хонорис кауза по музика от Университета в Сидни. През 70-те и 80-те години групи като „Калърд Стоун“, „Уаръмпи Бенд“ и „Ноу Фиксд Адрес“ спомагат за подобряването на имиджа на коренната музика. Песента Treaty на „Йоту Инди“ от 1991 година се превръща в национален хит и спомага за популяризирането на коренната музика. В музикалните класации на ААЗИ (Австралийската асоциация на звукозаписната индустрия) тя достига до №11. В основата на изпълненията на групата стои традиционния танц на народа йолнгу, обитаващ региона Арнем Ланд в североизточната част на Северната територия. „Йоту Инди“ стават носители на осем награди на ААЗИ – 5 през 1992 и 3 през 1993. Успехът, с който коренната група се увенчава, е повторен от групи като „Кев Кармъди“, „Тидас“, Кристин Ану и други.
Други известни коренни музиканти са „Уайлд Уотър“, „Солтуотър Бенд“, „Набарлек“, „Ноктърнъл“, „Пайграм Брадърс“, „Блекбала Мъджик“, „Арчи Роуч“ и Ръби Хънтър.

## Фолклорна музика
Дълго време австралийската буш музика принадлежи на устна и фолклорна традиция, и тя бива отпечатана много по-късно, например в „Стари буш песни“ (Old Bush Songs) на Банджо Патърсън през 90-те години на 19 век. Характерните теми и източници на австралийската „буш музика“ или „буш бендова музика“ могат да се проследят в песните на затворници, изпратени в Австралия в ранните години на британската колонизация (1788-). Ранните австралийски балади пеят за трудния живот на тази епоха и за хора и събития като бушрейнджърите, суагмените, дроувърите, стокмените и стригачите. Затворническите и бушрейнджърските стихове често изразяват ненавистта към правителствената тирания. Класически буш песни, посветени на тази тема, са The Wild Colonial Boy ('Дивото колониално момче'), Click Go The Shears ('Щракайте с ножици'), The Eumeralla Shore ('Брегът на Еумерала'), The Drover's Dream ('Мечтата на дроувъра'), The Queensland Drover ('Дроувърът от Куинсланд'), The Dying Stockman ('Умиращият стокмен') и Moreton Bay ('Заливът Мортън').
По-късно биват засегнати нови теми като военните преживявания, засушаванията и наводненията, аборигенството, железниците и маршрутите за камиони, които свързват далечни точки от картата на Австралия. Изолацията и самотата на живота в австралийския буш (неиндустриализираните части от страната) са друг известен мотив.
„Матилда играе валц“, която често е смятана за неофициален химн на страната, е една от най-архетипните австралийски фолклорни песни. Повлияна е от келтските фолклорни балади. Кънтри и фолк музиканти като Текс Мортън, Слим Дъсти, Ролф Харис, „Бушуакърс“, Джон Уилямсън и Джон Шуман от група „Реджъм“ продължават да записват и да популяризират старите буш балади на Австралия през 20 и началото на 21 век. Съвременни музиканти като Сара Сторър и Лий Кърнаган са силно повлияни от това културно наследство.
Немалък брой британски певци прекарват част от живота си в Австралия и включват австралийски материал в репертоарите си. Такива са Ей Ел Лойд, Мартин Уиндам-Рийд и Ерик Богъл.

### Фолк рок
Австралия има богати традиции във фолклорната музика, която произлиза от коренната музика на първите заселници в Австралия и от фолклорната музика на европейците от 18 и 19 век, включително моряшките песни шанти. Келтските, английските, германските и скандинавските фолклорни традиции са с най-голям дял в първата вълна на европейската имигрантска музика. Австралийската традиция, в този смисъл, е свързана с традициите на други страни със сходни етническо, историческо и политическо минало – страни като Нова Зеландия, Канада и САЩ. Австралийската коренна традиция внася в тази смес непознати дотогава елементи, включително нови инструменти (диджеридуто в Северна Австралия и др.).
Известни австралийски дейци на движението за фолклорно възраждане са европейски имигранти като Ериг Богъл, известен със своята елегия за битката за Галиполи And the Band Played Waltzing Matilda ('И оркестърът свиреше Матилда играе валц'), и коренни австралийци като Арчи Роуч и много други. През 70-те години на концерти на австралийски фолк рок музиканти и по масмедиите започват да се изпълняват традиционни фолклорни песни. Известни музиканти са „Бушуакър Бенд“ и „Реджъм“. Антивоенната песен на „Реджъм“ от 1983 година I Was Only Nineteen ('Бях само на 19') се превръща в голям хит и достига №1 в националните класации за сингли. През 90-те австралийският коренен фолк рок става известен по цял свят, благодарение на групи като „Йоту Инди“. Дългата и продължителна фолклорна традиция на Австралия продължава и в настоящето, като елементи от фолклорната музика присъстват у много съвременни музиканти, творящи в областта на рока, хевиметъла и алтернативната музика.

## Популярна музика

### Кънтри
Австралия има дълги традиции в кънтри музиката, чийто стил се различава от този на американското кънтри. Корените му са свързани с фолклорните традиции на Ирландия, Англия, Шотландия и много други нации. Ботани Бей ('Залива Ботани') от края на 19 век е пример за това. „Матилда играе валс“, често смятана от чужденците за неофициален химн на Австралия, е типична австралийска кънтри песен, в която се чувства повече влиянието на келтските фолклорни балади и по-малко на американската кънтри и западна музика. Тази тенденция в австралийската кънтри музика, в която текстовете са посветени на строго австралийски теми, обикновено бива наричана буш музика ('bush music') или буш бендова музика. Най-известният австралийски буш бенд е „Бушуакърс“ от Мелбърн, които са на сцената от началото на 70-те години.
Друго разклонение на австралийската кънтри музика е силно повлияно от американското кънтри и е зародено през 30-те години на 20 век от Текс Мортън и др. То е популяризирано по-късно от Слим Дъсти, чиято песен A Pub With No Beer ('Кръчма без бира') от 1957 година става хит. Дъсти се жени за певицата Джой Маккейн през 1951 и с над 7 милиона продадени копия се превръща в най-продавания австралийски музикант. Австралийски кънтри музиканти като Оливия Нютън-Джон и Кийт Ърбън постигат значителен успех в САЩ. Последните тенденции са насочени към смесване на кънтри музиката с други форми на популярната музика. Успех в това направление имат музиканти като Джон Уилямсън, Джина Джефрис, Лий Кърнаган, Трой Касар-Дейли, Сара Сторър, Фелисити Ъркъхарт и Кейси Чамбърс. Повлияни от този жанр са още Ник Кейв, Пол Кели, Джон Бътлър Трио и Уейфс.
Известни кънтри песни са Click Go The Shears ('Щракайте с ножици', традиционна), Lights on the Hill ('Светлини на хълма', 1973), I Honestly Love You ('Честно, обичам те', 1974), True Blue ('Истински син', 1981) и Not Pretty Enough ('Недостатъчно красива', 2002).

### Музика за деца
Музиката за деца в Австралия се развива постепенно през втората половина на 20 век. Най-изявените изпълнители в този период са свързани с дългогодишната поредица „Плейскул“ на Австралийската съобщителна корпорация (Ей-Би-Си). Двама от тях са актьорът и музикант Дон Спенсър и актрисата и певица Нони Хейзълхърст.
До появата на детската група „Уигълс“ в края на 90-те този жанр в музиката заема значително малка ниша в австралийската музикална индустрия. В началото на 21 век този квартет получава международно признание, печели множество награди, и до края на десетилетието се превръща в една от най-популярните детски групи в света. Понастоящем Уигълс имат голяма фенска маса в много региони по света, включително Австралазия, Великобритания, Азия и Америка.
През 2008 година сп. „Бизнес Ревю Уийкли“ за четвърта поредна година определя „Уигълс“ за австралийската група с най-голяма годишна печалба. През 2007 година техните приходи са 45 милиона австралийски долара. Наричат ги още „най-голямата предучилищна група на света“ и „първата рок група на Вашето дете“. Групата постига голям световен успех със своите албуми за деца, видеоклипове, телевизионни сериали и концертни участия. Имат 17 златни, 12 платинени, 3 двойно-платинени и 10 мулти-платинени награди за продажбата на над 17 милиона DVD-та и 4 милиона CD-та.
До края на 2002 година „Уигълс“ са най-успешната ТВ програма за предучилищна възраст на Ей-Би-Си. Изпълняват песни за над 1,5 милиона деца в САЩ от 2005 до 2008 година. Печелят наградата на ААЗИ за „най-добра детска песен“ 3 пъти. Номинирани са 14 пъти за „най-добър албум за деца“ от ААЗИ, 8 от които печелят. През 2003 година получават „Награда за отличителни постижения“ на ААЗИ за успеха си в САЩ.